# Cupania congestiflora
Cupania congestiflora är en kinesträdsväxtart som beskrevs av José Cuatrecasas. Cupania congestiflora ingår i släktet Cupania och familjen kinesträdsväxter. Inga underarter finns listade i Catalogue of Life.